# Emanuele Abate
Emanuele Abate (ur. 8 lipca 1985 w Genui) – włoski lekkoatleta specjalizujący się w biegu na 110 metrów przez płotki.

## Osiągnięcia
- brązowy medal młodzieżowych mistrzostw Europy (Debreczyn 2007)
- brąz Uniwersjady (Belgrad 2009)
- medalista mistrzostw Włoch

## Rekordy życiowe
- bieg na 110 metrów przez płotki – 13,28 (2012), były rekord Włoch
- bieg na 200 metrów przez płotki – 23,90 (2005)
- bieg na 50 metrów przez płotki (hala) – 6,62 (2012)
- bieg na 60 metrów przez płotki (hala) – 7,57 (2012), były rekord Włoch
- bieg na 200 metrów – 21,14 (2010)